# Ибибио (народ)
Ибибио (агбишера) — народ в Нигерии (в штате Кросс-Ривер), Камеруне и Экваториальной Гвинее. Общая численность 6,77 млн. человек (1992), из них в Нигерии — 6,75 млн. чел., в Камеруне — 15 тыс. чел., около 5 тыс. чел. проживают в Экваториальной Гвинее. Языки — ибибио, эфик (бенуэ-конголезская группа языков нигеро-кордофанской семьи).

## Племена
Ибибио подразделяются на:
- Восточных (собственно ибибио) — 25 племён;
- Западных (ананг) — 14 племён;
- Северных (эньонг) — 2 племени: нкалу и окун;
- Южных (экет) — 2 племени: окобо и орон
- Дельта (андони-ибено) — ибино;
- Речных (эфик).

## Религия
Большинство ибибио являются христианами, однако есть и приверженцы традиционных верований.